# كوفي غاهو
كوفي غاهو (22 أكتوبر 1947 - 24 أغسطس 2019) كان فنانًا وممثلًا ومخرجًا من دولة البنين.
ولد غاهو في كوتونو في 22 أكتوبر 1947. درس من 1986 إلى 1989 في معهد الدراسات المسرحية في جامعة باريس 3 - السوربون الجديدة بفرنسا، وتحصل منها على إجازة تدريس. عمل غاهو فترة تدريب في المعهد الوطني العالي للفنون الدرامية في باريس من عام 1985 إلى عام 1986، وفي عام 1988، حصل على تدريب داخلي في المعهد الدولي للدمى المتحركة. ابتداءً من عام 1974، قام غوهو ذاتيا بتعلم وسائل الفن التشكيلي والنسيج الجداري والنحت والعمارة الداخلية. انضم غاهو إلى الخدمة المدنية كفنان وأدى في فرقة «سيرفو نويرز». كما أنه من مؤسسي فرقة «زاما هارا» المسرحية، أقام عدة معارض لأعماله في إفريقيا وأوروبا وكوبا والولايات المتحدة.
ابتكر غاهو عمل القماش "Yovo Helou e، Akowe helou e" في عام 1990. صور فيها العبيد وأيديهم مقيدة خلف ظهورهم، وحقق نجاحًا كبيرًا بذلك.
في عام 2000، لعب غاهو دور الأخ غير الشقيق لبوبكر، مزارع، في فيلم لجان أودوتان شواء بيجو .
في بيان مصور في أبريل 2019، طالب غاهو بدفع 30 مليون فرنك أفريقي التي أمر نائب بنيني بتسليمها له من قبل الغرفة التجارية الثالثة لمحكمة كوتونو. نشأ الأمر عن مسابقة عام 2007 فاز بها غاهو لكنه لم يتسلم الجائزة المالية.
توفي جاهو في 24 أغسطس 2019 في أبومة. أقيمت جنازته في 25 سبتمبر.

## أعماله

### المسرح[7]
- 1969-1971: مسرحية أنتيغون في كلية الأب أوبيايس، بكوتونو.
- 1972-1974: يوفو هلواي (Yovo Heluwe)، أكواي هلواي (Akowe Heluwe) وكو-غنان (Koï-Gnan) بالمشاركة مع العقول السوداء (Les Cerveaux Noirs)، دور: قروي - عبد - جريوت - مرموق - رئيس دولة - ضابط عسكري.
- 1973-1974: الشباب الأفريقي ! حرروا أنفسكم بالمشاعل (Jeunesse Africaine ! Libère toi avec Les Flambeaux) في كلية نوتردام دو لورد، دور: الزعيم فودون.
- 1974: هوينوسو (Houenoussou)، بالاشتراك مع فرقة داهومي الوطنية في مهرجان كيبيك، حفل سوبرفرانكو، دور: عبد - ضابط عسكري.
- 1975-1984: تومابو (Tomabu) / أتشدجي (Atchedji) / اوني-بابا (Ony-Baba) / اجلس ! (Assez !) / باسم الرب (Au nom de Die) / تلميذ من سويتو (L’Étudiant de Soweto)، بالاشتراك مع زاما-هارا، دول: قروي - جريوت - ضابط مرتزق، مدير مدرسة - مدير شركة عامة - عمدة.
- 1981: اجلس ! (Assez !) مع زاما-هارا.
- السكرتير الخاص (La Secrétaire particulière) من تأليف جيان بليا، مع العقول السوداء (Les Cerveaux Noirs) في كوتونو، بدور الوزير.
- 1986: الإفراج عن ممثل (Sortie de l'acteur) لميشيل دو غيلديرود في المعهد الموسيقي لسان مور، فال دو مارن، بفرنسا.
- 1988: هذا مضحك سيد تكست، لتوماس برنهارد أوجين يونسكو، المعهد الموسيقي لسان مور، فال دو مارن، بفرنسا. مذكرة تخرج.[بحاجة لمصدر]
- 1989-1996: Ce drôle de monsieur، في كوتونو - باراكو - نيامي - زندر.
- 2000: من مضحك لمضحك (Drôle de drôle)، في كوتونو - بورتو نوفو - باراكو - أويده.
- 2002: الغرائز الأولية (Instincts primaires) لفلورنت كواو زوتي.
- 2007-2008: القرش كوندو (Kondo le requin) لجيان بليا. قام بالإعداد المسرحي للمثل تولا كوكي. في كوتونو - أويده - بورتو نوفو - أبومية - باراكو. واغادوغو: بدور جداغبي. بمناسبة السنة الأولى لوفاة الكاتب جيان بليا.
- 2010: خدع سكابان (Les Fourberies de Scapin). إعداد مسرحي للمثل تولا كوكي.
- أبريل-ماي 2016: القرش كوندو لجون بليا. إعداد مسرحي للمثل تولا كوكي. في كوتونو - بورتو نوفو. دور: جداغبي (Guedegbe).
- أوت 2016: برومثيوس في الأغلال (Destin enchaîné). مع فيدل أناتو وأدجروه. دور: ماجيستي (جلالة (بالفرنسية: Majesté)‏).
- 2010: خدع سكابان. إعداد مسرحي للمثل تولا كوكي.
- 2016: القرش كوندو، بمناسبة السنة الأولى لوفاة الكاتب جيان بليا. إعداد مسرحي لتولا كوكي. في كوتونو - بورتو نوفو. بدور: جداغبي.

### السنيما[7]
- 1979 من جانفي إلى مارس: في أمل الغد (Dans Demain Espoir)، وثائقي لوزارة التخطيط، من إعداد توماس أكودجينو، البنين.
- 1984: للذكي، والذكي ونصفحسب حكاية جيان بليا، إنتاج OTRB، تبادل ACCT و CIRTEF.
- 1984 - 1985: ديسمبر إلى فيفري - في إيرنو، فيلم روائي طويل، أفاجا-فيلم. من إخراج فرانسوا سورو أوكيو- البنين.
- 1985 جويلية - أوت: على كل، على الفور (Dans Tout, de suite)، إنتاج وزارة المعلوماتية، من إخراج فريجوس أناغونو - البنين.
- 1993: كان يامكان، كانت غابة PGRN «مشروع إدارة الموارد الوطنية بالبنين» (Il était une fois, la forêt du PGRN)، وزارة التنمية الريفية، من قبل فرانسين زوسو - TV/ORTB - كوتونو.
- 1995: بنين - جوانب الهوية (Bénin - facettes d’une identité) - المجلة المتلفزة المساحة الفرنكوفونية/فرنسا (Espace francophone)- بمناسبة القمة الفرنكوفونية السادسة في كوتونو.
- 1999: شواء بيجو (Barbecue Pejo) لجيان أودوتان - 86 دقيقة - البنين.[8]
- 1996-1999: طاكسي-الدفع بالبريسكوب - مسلسل تلفزيوني- البنين.
- ماي 2009: في جذوري (Dans Mes racines) - فيلم مطول، 90 دقيقة، عن الأمير أغودجوبي.
- أكتوبر 2009: جيلو الجرف (Guélou-Le Précipice). فيلم خيال مطول، إخراج سيرغي ييو.[9]
- 2014: عودة ملك (Retour du roi) - المديرية الوطنية للسنيما. دور: الملك دناكبو، دناكبو.
- مارس 2017: عد إلى المنزل (Come Back Home)، من إخراج تيندجيل توا. دور: حابيبي.
- من 2008 إلى 2015: قام بانتاج عدة أعمال صوتية-بصرية بمشاركة Gagan Prod.
- 2020: أدو (Adu)، من إخراج سلفادور كالفو. دور Neko.

### كتابات ومنشورات[7]
- الاحترافية في المسرح البنيني، لماذا وكيف (Le professionnalisme dans le théâtre béninois, pourquoi et comment). نشر في مجلة La Nation البنينية عدد:003 بتاريخ 04 ماي 1990 - البنين.
- حول وضعية الفنون في البنين (De la situation des arts au Bénin) ضمن المنتدى الاسبوعي رقم 69 بتاريخ 14 إلى 22 أوت 1991.
- ذكرى كريس سيدو والأقمشة الأفريقية التقليدية (Mémoire de Chris Seydou et les textiles traditionnels africains). نشر في مجلة La Nation البنينية بتاريخ 29 أفريل 1994 - البنين.
- دمى الفودو في البنين (Marionnettes vaudou au Bénin). ضمن سلسلة la Revue Puck رقم 12 سنة 1999 - نسخة المعهد الدولي للدمى - شارفيل-ميزيير، فرنسا.
- القضايا الثقافية للاقتصاد (Enjeux culturels de l’économie). مجلة La Nation، نوفمبر 2011.
- أوت 1992: ندوة تدريبية حول الأعمال الثقافية لخدمات التنمية في كوتونو (Séminaire de formation sur les Actions Culturelles aux Services du Développement à Cotonou) - منظم ACDAF بمساعدة المؤسسة الثقافية للاتحاد الأوروبي.
- 2000 - ورشة اقامة في أويده / إنشاء Kotheat "Drôle de drôle" من أجل Fitheb 2000. تمويل ACDAF والسفارة الفرنسية.
- مقال: الثقافة، التنمية، والديموقراطية في بنين (Culture, développement, démocratie au Bénin)، مطبعة ACDAF 2005/2006.[10]
- ماي 2017: اتشاكبودجي - فنون، ثقافة، سياحة - رؤية اقتصادية. مطبعة ACDAF.

### الجوائز
- 1981: الجائزة الأولى للمسرح، عن عمله (اجلس ! Assez)، مع زاما-هارا، ضمن النسخة الثانية من المهرجان الوطني للفن والثقافة FESNAC، بكوتونو، البنين.
- 19 ماي 1974، اختير أفضل ممثل ومندوب كوميدي مع العقول السوداء، ضمن مهرجان كيبيك، أوت 1974 بكندا.

## روابط خارجية
- كوفي غاهو في قاعدة بيانات الأفلام على الإنترنت